# Mola del Cocó d'Extremera
La Mola del Cocó d'Extremera és una muntanya de 996 metres que es troba al municipi del Mas de Barberans, a la comarca catalana del Montsià.